# تسيله
تسيله (بالألمانية: tsɛlə) مدينة وعاصمة قضاء تسيله في ولاية سكسونيا السفلى في ألمانيا. وتقع المدينة على ضفاف نهر ألير، أحد روافد نهر فيزر وتبلغ عدد سكانها حوالي 71,000.
وتعد سيلي البوابة الجنوبية لهيث لونيبورغ، وتحتوي على قلعة (قلعة سيلي) التي بنيت في عصر النهضة والباروكية ذو الطراز الخلاب وسط المدينة القديمة (ألتشتات) مع أكثر من 400 منزل خشبي، مما جعل سيلي واحدة من أكثر المناطق الألمانية المستخدمة للإطار الخشبي للفترة 1378-1705، وكانت سيلي المقر الرسمي لفرع لونبورغ لدوقية براونشفايغ لونيبورغ (بيت الفلف) الذي كان قد نفي من موقعه كدوق من قبل سكان مدينته.

## توأمة
لتسيله اتفاقيات توأمة مع كل من:
- كفيدلينبورغ
- كفيدزن [الإنجليزية]‏
- Celle Ligure [الإنجليزية]‏
- هامينلينا
- Holbæk [الإنجليزية]‏
- سومي (1989 - )
- ميدون
- تافيستوك
- تيومين
- تلسا
- كفار عقرون

## أعلام
- لويز فون بليسين
- إرنست هرتسفلد
- كارولين ماتيلدا من بريطانيا العظمى
- داستن براون
- إرنست شولز
- يوهان أرندت
- فيليكناس أوجا
- رولاند فريسلر
- صموئيل شابوزيو
- غيورغ